# 俄羅斯的阿納斯塔西婭·米哈伊羅芙娜女大公
安娜斯塔西婭·米哈伊羅芙娜（俄語：Анастасия Михайловна，1860年7月28日—1922年3月11日）是德国梅克倫堡-什未林大公國的大公夫人和俄罗斯帝国女大公。她的祖父是俄国沙皇尼古拉一世。
1878年，到访俄罗斯的腓特烈·法蘭茲三世向安娜斯塔西婭求婚。她对腓特烈·法蘭茲没有好感，也厌恶他的皮肤过敏。虽然如此，两人还是在1879年1月结婚。
她的婚姻生活并不愉快：她讨厌德国和宫廷礼仪。不过，丈夫虛弱的身体使她有机会离开德国休息。她育有三名孩子，其中两位女兒分别成为丹麦王后和德意志帝国的皇储妃。